# Olles Hage
Olles Hage este o arie protejată (arie specială de conservare — SAC, sit de importanță comunitară — SCI) din Suedia întinsă pe o suprafață de 9,2 ha, integral pe uscat.

## Localizare
Centrul sitului Olles Hage este situat la coordonatele 59°08′53″N 15°28′57″E / 59.148°N 15.4826°E.

## Înființare
Situl Olles Hage a fost declarat sit de importanță comunitară în iulie 2000 pentru a proteja un număr necunoscut de specii din flora spontană și fauna sălbatică aflate în arealul zonei. Situl a fost protejat și ca arie specială de conservare în martie 2011.

## Biodiversitate
Situată în ecoregiunea boreală, aria protejată conține 1 habitat natural: Taiga vestică.
La baza desemnării sitului se află un număr nedeclarat de specii protejate.